# Geoica utricularia
Geoica utricularia är en insektsart som först beskrevs av Giovanni Passerini 1856. Enligt Catalogue of Life ingår Geoica utricularia i släktet Geoica och familjen långrörsbladlöss, men enligt Dyntaxa är tillhörigheten istället släktet Geoica och familjen pungbladlöss. Arten är reproducerande i Sverige. Inga underarter finns listade i Catalogue of Life.